# Саня Ивекович
Саня Ивекович (на хърватски: Sanja Iveković) е хърватска художничка, скулптор и фотограф.

## Биография
Саня Ивекович е родена на 6 януари 1949 г. в Загреб. Следва в Загребската Академия по изящни изкуства от 1968 до 1971 г. Кариерата ѝ на художник започва в началото на 70-те години на XX в. по време, когато се разраства движението Хърватска пролет, целящо да запази хърватската национална идентичност в рамките на Югославия. Така Ивекович подобно на мнозина други млади художници отказва да следва налаганите в изкуството тенденции и избира новаторски видео-разработки, концептуални монтажи и пърформанси. В повечето от творбите си тя акцентира на мястото на жената в съвременното общество.
Ивекович е първата хърватска художничка, обявила се за поддръжничка на феминизма. През 1994 г. тя сред основателите на „Центъра за женски изследвания“ в Загреб.

## Творчество
Централна фигура в творчеството на Саня Ивекович е образът на жената в обществото. Сред работите ѝ изпъкват такива произведения като:
- „Double Life“ (1975), в което тя разполага 66 двойки фотографии на сцени и моменти от своя личен живот и подобни фотографии на модели от рекламите в списанията;
- „Make Up – Make Down“ (1978) – нейни автопортрети, заснети на кино и фотолента;
- „General Alert: Soap Opera“ (1995) – женските образи в телевизията;
- „Figure & Ground“ – серия колажи на жени модели, облечени във военни дрехи, дело на водещи дизайнери, и намазани с бутафорна кръв взети от списание The Face от септември 2001 г., и документални снимки на реални въоръжени терористи, публикувани в различни списания след атентатите от 11 септември 2001 г..[2]

Саня Ивекович работи и като скулптор. Една от получилите популярност нейни скулптури е статуята на Златната Фрау, националния символ на Люксембург, която тя представя като бременна. През 2001 г. тази статуя, наречена Роза Люксембург, е поставена близо до оригиналната на площада на Конституцията в самия център на града, шокирайки минувачите.

## Награди
През 2009 г. Ивекович е лауреат на наградата Camera Austria Award в Грац, тъй като фотографията е неотменна част от концептуалните ѝ творби. Признанието идва както поради актуалността на разглежданите от нея теми, привличащи вниманието към ролята на жената в обществото, така и поради нейната социална и политическа активност.